# Odchodząc od NIE
Odchodząc od NIE. Negocjowanie od konfrontacji do kooperacji (ang. Getting past NO. Negotiating Your Way from Confrontation to Cooperation) – wydana w 1991 książka autorstwa Williama Ury'ego, jednego z założycieli Harvard Negotiation Project, poświęcona negocjacjom. Stanowi kontynuację pozycji Dochodząc do TAK, której Ury był współautorem. Pierwsze polskie wydanie ukazało się w 1995.

## Treść
O ile Dochodząc do TAK zakładało dobrą wolę wszystkich negocjujących stron, książka Odchodząc od NIE opisuje negocjacje w trudnej sytuacji, gdy stosunki między oboma stronami są bardzo złe i pojawia się konflikt.
Jako „trudną sytuację” Ury określa problem sprzeczności interesów obu stron, braku zaufania oraz niezrozumienia zasad negocjacji, m.in. tego, że należy odróżniać stanowisko czyli opcję negocjacyjną, od własnego interesu, który wskazuje na cel, który w negocjacjach chce się osiągnąć.
Książka opisuje pięć przeszkód w „trudnych negocjacjach”, tzw. barier współpracy z „trudnym partnerem”:
1. silne, negatywne, nasze emocje;
2. ich emocje (po tym gdy widzą, że realizacja ich opcji jest niemożliwa);
3. ich stanowisko – problem nieodróżniania interesów od opcji;
4. ich brak satysfakcji i obawy przed byciem oszukanym;
5. ich siła i podejście „wygrany-przegrany”.

Aby poradzić sobie z tymi barierami współpracy Ury proponuje pięć strategii przełamania:
1. Nie reaguj: idź na galerię – chodzi o ograniczenie własnych emocji oraz symetrycznego reagowania na zachowanie drugiej strony.
2. Nie spieraj się: przejdź na ich stronę – chodzi o pokazanie, że nie jesteśmy wrogami.
3. Nie odrzucaj: przekształć myślenie oponenta tak, aby zaczął myśleć o interesach.
4. Nie naciskaj: zbuduj im złoty most. Inne określenie dla tej zasady to „Napisz dla nich pieśń trymfu” – chodzi o znalezienie argumentów dla drugiej strony.
5. Nie eskaluj konfliktu: użyj siły, by edukować.

Ury podkreśla rolę przygotowania do negocjacji: ustalenia właściwych interesów, możliwych opcji i kryteriów oceny opcji, oraz tzw. BATNA, czyli najlepszej alternatywy dla porozumienia. Według autora, bardzo istotne jest, aby ten proces przygotowania przeprowadzić zarówno dla siebie, jak i dla drugiej strony i starać się przewidzieć jej zachowanie.